# 이케신덴정
이케신덴정(池新田町)은 시즈오카현 오가사군에 있던 정이다. 현재는 오마에자키시의 중심부로 되어 있다.

## 역사
- 1889년 4월 1일 - 정촌제 시행에 의해 기토군 이케신덴촌이 성립하였다.
- 1896년 4월 1일 - 군제 시행에 의해 오가사군 이케신덴촌이 되었다.
- 1940년 11월 11일 - 정으로 승격해 이케신덴정이 되었다.
- 1955년 3월 31일 -  아사히나촌, 사쿠라촌, 히키촌과 합병해, 하마오카정이 성립하여, 동일 이케신덴정은 폐지되었다.

## 현재
오마에자키시의 중심가로 시 인구의 40% 가까이가 모여 있고, 시청과 공회당 외에도 이온타운 하마오카 등 대형 상업시설이 모여 있어 시내뿐만 아니라 마키노하라시, 기쿠가와시, 가케가와시 남부 등에서도 쇼핑객이 많이 찾아온다. 

## 교통

### 철도
- 호리노우치 궤도
  - 호리노우치 궤도선
- 시즈오카 철도
  - 슨엔선

슨엔선은 1948년 개통되었기 때문에 위의 두 노선은 동시에 존재하지 않는다.